# 改革开放40年百名杰出民营企业家
改革开放40年百名杰出民营企业家是在中国改革开放40周年之际，由中华全国工商业联合会于2018年10月24日在北京发布的，中共中央统一战线工作部、全国工商联共同推荐宣传的一份榜单。它被认为信息量巨大、具有重要意义。

## 评选过程
推荐宣传活动启动于2018年6月中旬。推荐对象是在改革开放早期创业、知识分子下海、留学人员归国创业、大众创业和万众创新等阶段中涌现出的优秀企业家代表。

## 名单
- 丁佐宏
- 万隆
- 马云
- 马化腾
- 马有福
- 王伟
- 王填
- 王文京
- 王正华
- 王召明
- 王传福
- 王均金
- 王林祥
- 王建沂
- 牛宜顺
- 尹明善
- 左宗申
- 叶青
- 史贵禄
- 冯小华
- 尼玛扎西
- 年广九
- 乔秋生
- 任正非
- 刘汉元
- 刘永好
- 刘延云
- 刘庆峰
- 刘羽桐
- 刘积仁
- 米恩华
- 汤亮
- 许连捷
- 许家印
- 远勤山
- 严琦
- 苏志刚
- 李飚
- 李书福
- 李东生
- 李占通
- 李彦宏
- 李彦群
- 李振国
- 李黑记
- 李湘平
- 杨宗祥
- 吴少勋
- 吴以岭
- 邱亚夫
- 何享健
- 余渐富
- 冷友斌
- 汪力成
- 沈文荣
- 张新
- 张一鸣
- 张芝庭
- 张华荣
- 张近东
- 张果喜
- 张建宏
- 张彦森
- 陈东升
- 陈志列
- 陈泽民
- 茅永红
- 林印孙
- 金生光
- 周海江
- 周群飞
- 郑跃文
- 宗庆后
- 南存辉
- 柳传志
- 钟建国
- 俞敏洪
- 徐冠巨
- 涂建华
- 陶华碧
- 黄立
- 曹和平
- 曹德旺
- 常兆华
- 崔根良
- 阎志
- 梁稳根
- 彭凡
- 韩伟
- 景柱
- 傅军
- 傅光明
- 鲁冠球
- 谢志强
- 雷军
- 雷菊芳
- 樊建川
- 薛荣
- 魏立华
- 魏建军